# Oxysarcodexia aura
Oxysarcodexia aura är en tvåvingeart som först beskrevs av Hall 1937.  Oxysarcodexia aura ingår i släktet Oxysarcodexia och familjen köttflugor.
Artens utbredningsområde är Bolivia. Inga underarter finns listade i Catalogue of Life.